# Maria Clara Augusto
Maria Clara Augusto da Silva (São Paulo do Potengi, 5 de junho de 2004) é uma atleta paralímpica brasileira.

## Biografia e carreira
Maria Clara Augusto é natural de São Paulo do Potengi, Rio Grande do Norte, mas viveu toda a sua infância na cidade de Senador Elói de Souza. Ela tem má-formação congênita abaixo do cotovelo no braço esquerdo. Na infância gostava de jogar futebol e aos 11 anos começou a praticar o Atletismo. No ano seguinte, conheceu o esporte paralímpico após ser convidada para a seletiva das Paralimpíadas Escolares.
Em 2016, disputou sua primeira competição paralímpica oficial nas Paralimpíadas Escolares.
No Mundial de Jovens de Atletismo 2019, em Nottwil, na Suíça, com apenas quinze anos, Maria Clara conquistou a medalha de ouro no salto em distância e no revezamento 4x100m, além da prata nos 200 metros rasos. Nos Jogos Parapan-Americanos Lima 2019 era a atleta mais jovem de toda a delegação brasileira e seu melhor resultado foi o quinto lugar nos 200m T47.
Em julho de 2023, no Mundial de Atletismo Paralímpico, em Paris, França, foi bronze na prova dos 400m da classe T47 com o tempo de 58s49. Foi convocada para representar o Brasil nos Jogos Parapan-Americanos Santiago 2023  onde conquistou a medalha de prata.
Em 2024 foi convocada para representar o Brasil nos Jogos Paralímpicos de Verão de 2024, em Paris, onde disputou as provas de 100 e 400 metros rasos da classe T47. Na prova de 400 metros rasos conquistou a medalha de bronze.

## Principais conquistas
- Jogos Paralímpicos de Verão de 2024 em Paris: 400 m rasos T47 -bronze[9]
- Mundial de Atletismo Paralímpico Paris 2023: 400 metros rasos T47 - bronze[6]
- Jogos Parapan-Americanos de Santiago 2023: 400 metros rasos T47 - prata[8]
- Mundial de Jovens de Atletismo de 2019: salto em distância – ouro[4]
- Mundial de Jovens de Atletismo de 2019: revezamento 4x100m – ouro[4]
- Mundial de Jovens de Atletismo de 2019: 200 metros rasos – prata[4]